# Grand Prix Formule 1 van Abu Dhabi 2016
De Grand Prix Formule 1 van Abu Dhabi 2016 werd gehouden op 27 november 2016 op het Yas Marina Circuit. Het was de 21e en laatste race van het seizoen 2016. De Mercedes-coureurs Nico Rosberg en Lewis Hamilton waren in de laatste race van het seizoen nog in de strijd om het wereldkampioenschap. Rosberg had voorafgaand aan de race twaalf punten voorsprong op Hamilton, waardoor hij met een podiumplaats genoeg zou hebben om kampioen te worden. Door achter Hamilton op de tweede plaats te eindigen werd Rosberg voor het eerst in zijn carrière wereldkampioen Formule 1.
Voor Jenson Button (McLaren) en Felipe Massa (Williams) zou dit de laatste race uit hun carrière wezen. Beiden namen afscheid van de Formule 1 als rijder van een team. Button ging na dit seizoen als ambassadeur van McLaren aan de slag, terwijl Massa voor 2017 bij Williams-martini racing tekende naast de debuterende Lance Stroll.

## Vrije trainingen
- Er wordt enkel de top 5 weergegeven.

| Vrije training 1 | Pos | No | Coureur          | Constructeur       | Tijd     |
| ---------------- | --- | -- | ---------------- | ------------------ | -------- |
| Vrije training 1 | 1   | 44 | Lewis Hamilton   | Mercedes           | 1:42.869 |
| Vrije training 1 | 2   | 6  | Nico Rosberg     | Mercedes           | 1:43.243 |
| Vrije training 1 | 3   | 33 | Max Verstappen   | Red Bull-TAG Heuer | 1:43.297 |
| Vrije training 1 | 4   | 3  | Daniel Ricciardo | Red Bull-TAG Heuer | 1:43.362 |
| Vrije training 1 | 5   | 5  | Sebastian Vettel | Ferrari            | 1:44.005 |
| Vrije training 2 | Pos | No | Coureur          | Constructeur       | Tijd     |
| Vrije training 2 | 1   | 44 | Lewis Hamilton   | Mercedes           | 1:40.861 |
| Vrije training 2 | 2   | 6  | Nico Rosberg     | Mercedes           | 1:40.940 |
| Vrije training 2 | 3   | 5  | Sebastian Vettel | Ferrari            | 1:41.130 |
| Vrije training 2 | 4   | 33 | Max Verstappen   | Red Bull-TAG Heuer | 1:41.389 |
| Vrije training 2 | 5   | 3  | Daniel Ricciardo | Red Bull-TAG Heuer | 1:41.390 |
| Vrije training 3 | Pos | No | Coureur          | Constructeur       | Tijd     |
| Vrije training 3 | 1   | 5  | Sebastian Vettel | Ferrari            | 1:40.775 |
| Vrije training 3 | 2   | 33 | Max Verstappen   | Red Bull-TAG Heuer | 1:40.912 |
| Vrije training 3 | 3   | 7  | Kimi Räikkönen   | Ferrari            | 1:40.999 |
| Vrije training 3 | 4   | 44 | Lewis Hamilton   | Mercedes           | 1:41.065 |
| Vrije training 3 | 5   | 6  | Nico Rosberg     | Mercedes           | 1:41.168 |

Testcoureurs in vrije training 1:
 Alfonso Celis Jr. (Force India-Mercedes, P11)
 Jordan King (MRT-Mercedes, P21)

## Kwalificatie
Lewis Hamilton behaalde voor Mercedes zijn twaalfde pole position van het seizoen door zijn teamgenoot Nico Rosberg voor te blijven. Daniel Ricciardo eindigde voor Red Bull als derde, voor de Ferrari-rijders Kimi Räikkönen en Sebastian Vettel. De andere Red Bull van Max Verstappen eindigde op de zesde plaats, met het Force India-duo Nico Hülkenberg en Sergio Pérez achter zich. De top 10 werd afgesloten door McLaren-coureur Fernando Alonso en de Williams van Felipe Massa.

### Kwalificatie-uitslag
| Pos                                    | No | Coureur           | Constructeur         | Q1       | Q2       | Q3       | Grid |
| -------------------------------------- | -- | ----------------- | -------------------- | -------- | -------- | -------- | ---- |
| 1                                      | 44 | Lewis Hamilton    | Mercedes             | 1:39.487 | 1:39.382 | 1:38.755 | 1    |
| 2                                      | 6  | Nico Rosberg      | Mercedes             | 1:40.511 | 1:39.490 | 1:39.058 | 2    |
| 3                                      | 3  | Daniel Ricciardo  | Red Bull-TAG Heuer   | 1:41.002 | 1:40.429 | 1:39.589 | 3    |
| 4                                      | 7  | Kimi Räikkönen    | Ferrari              | 1:40.338 | 1:39.629 | 1:39.604 | 4    |
| 5                                      | 5  | Sebastian Vettel  | Ferrari              | 1:40.341 | 1:40.034 | 1:39.661 | 5    |
| 6                                      | 33 | Max Verstappen    | Red Bull-TAG Heuer   | 1:40.424 | 1:39.903 | 1:39.818 | 6    |
| 7                                      | 27 | Nico Hülkenberg   | Force India-Mercedes | 1:41.000 | 1:40.709 | 1:40.501 | 7    |
| 8                                      | 11 | Sergio Pérez      | Force India-Mercedes | 1:40.864 | 1:40.743 | 1:40.519 | 8    |
| 9                                      | 14 | Fernando Alonso   | McLaren-Honda        | 1:41.616 | 1:41.044 | 1:41.106 | 9    |
| 10                                     | 19 | Felipe Massa      | Williams-Mercedes    | 1:41.157 | 1:40.858 | 1:41.213 | 10   |
| 11                                     | 77 | Valtteri Bottas   | Williams-Mercedes    | 1:41.192 | 1:41.084 |          | 11   |
| 12                                     | 22 | Jenson Button     | McLaren-Honda        | 1:41.158 | 1:41.272 |          | 12   |
| 13                                     | 21 | Esteban Gutiérrez | Haas-Ferrari         | 1:41.639 | 1:41.480 |          | 13   |
| 14                                     | 8  | Romain Grosjean   | Haas-Ferrari         | 1:41.467 | 1:41.564 |          | 14   |
| 15                                     | 30 | Jolyon Palmer     | Renault              | 1:41.775 | 1:41.820 |          | 15   |
| 16                                     | 94 | Pascal Wehrlein   | MRT-Mercedes         | 1:41.886 | 1:41.995 |          | 16   |
| 17                                     | 26 | Daniil Kvjat      | Toro Rosso-Ferrari   | 1:42.003 |          |          | 17   |
| 18                                     | 20 | Kevin Magnussen   | Renault              | 1:42.142 |          |          | 18   |
| 19                                     | 12 | Felipe Nasr       | Sauber-Ferrari       | 1:42.247 |          |          | 19   |
| 20                                     | 31 | Esteban Ocon      | MRT-Mercedes         | 1:42.286 |          |          | 20   |
| 21                                     | 55 | Carlos Sainz jr.  | Toro Rosso-Ferrari   | 1:42.393 |          |          | 21   |
| 22                                     | 9  | Marcus Ericsson   | Sauber-Ferrari       | 1:42.637 |          |          | 22   |
| 107% tijd: 1:46.451 Bron: formula1.com |    |                   |                      |          |          |          |      |

## Wedstrijd

### Verslag
De race werd gewonnen door Lewis Hamilton, die zijn tiende overwinning van het seizoen behaalde. Door zijn tweede plaats verzekerde Nico Rosberg zich van zijn eerste Formule 1-wereldkampioenschap uit zijn carrière. Sebastian Vettel eindigde als derde, terwijl Max Verstappen zich na een spin in de eerste ronde terug wist te vechten naar de vierde plaats. Daniel Ricciardo werd vijfde, voor Kimi Räikkönen en het Force India-duo Nico Hülkenberg en Sergio Pérez. Felipe Massa scoorde met een negende plaats punten in zijn laatste Formule 1-race, terwijl Fernando Alonso de top 10 compleet maakte.

### Race-uitslag
| Pos.               | No. | Coureur           | Constructeur         | Rondes | Tijd/Oorzaak uitval | Grid | Punten |
| ------------------ | --- | ----------------- | -------------------- | ------ | ------------------- | ---- | ------ |
| 1                  | 44  | Lewis Hamilton    | Mercedes             | 55     | 1:38:04.013         | 1    | 25     |
| 2                  | 6   | Nico Rosberg      | Mercedes             | 55     | +0.439              | 2    | 18     |
| 3                  | 5   | Sebastian Vettel  | Ferrari              | 55     | +0.843              | 5    | 15     |
| 4                  | 33  | Max Verstappen    | Red Bull-TAG Heuer   | 55     | +1.685              | 6    | 12     |
| 5                  | 3   | Daniel Ricciardo  | Red Bull-TAG Heuer   | 55     | +5.315              | 3    | 10     |
| 6                  | 7   | Kimi Räikkönen    | Ferrari              | 55     | +18.816             | 4    | 8      |
| 7                  | 27  | Nico Hülkenberg   | Force India-Mercedes | 55     | +50.114             | 7    | 6      |
| 8                  | 11  | Sergio Pérez      | Force India-Mercedes | 55     | +58.776             | 8    | 4      |
| 9                  | 19  | Felipe Massa      | Williams-Mercedes    | 55     | +59.436             | 10   | 2      |
| 10                 | 14  | Fernando Alonso   | McLaren-Honda        | 55     | +59.896             | 9    | 1      |
| 11                 | 8   | Romain Grosjean   | Haas-Ferrari         | 55     | +1:16.777           | 14   |        |
| 12                 | 21  | Esteban Gutiérrez | Haas-Ferrari         | 55     | +1:35.113           | 13   |        |
| 13                 | 31  | Esteban Ocon      | MRT-Mercedes         | 54     | +1 ronde            | 20   |        |
| 14                 | 94  | Pascal Wehrlein   | MRT-Mercedes         | 54     | +1 ronde            | 16   |        |
| 15                 | 9   | Marcus Ericsson   | Sauber-Ferrari       | 54     | +1 ronde            | 22   |        |
| 16                 | 12  | Felipe Nasr       | Sauber-Ferrari       | 54     | +1 ronde            | 19   |        |
| 17                 | 30  | Jolyon Palmer     | Renault              | 54     | +1 ronde            | 15   |        |
| DNF                | 55  | Carlos Sainz jr.  | Toro Rosso-Ferrari   | 41     | Versnellingsbak     | 21   |        |
| DNF                | 26  | Daniil Kvjat      | Toro Rosso-Ferrari   | 14     | Versnellingsbak     | 17   |        |
| DNF                | 22  | Jenson Button     | McLaren-Honda        | 12     | Ophanging           | 12   |        |
| DNF                | 77  | Valtteri Bottas   | Williams-Mercedes    | 6      | Demper              | 11   |        |
| DNF                | 20  | Kevin Magnussen   | Renault              | 5      | Ophanging           | 18   |        |
| Bron: Formula1.com |     |                   |                      |        |                     |      |        |

## Eindstanden Grand Prix
Betreft eindstanden na afloop van de race.

### Coureurs
| Positie | No. | Rijder           | Team                 | Punten |
| ------- | --- | ---------------- | -------------------- | ------ |
| 01      | 6   | Nico Rosberg     | Mercedes             | 385    |
| 02      | 44  | Lewis Hamilton   | Mercedes             | 380    |
| 03      | 3   | Daniel Ricciardo | Red Bull-TAG Heuer   | 256    |
| 04      | 5   | Sebastian Vettel | Ferrari              | 212    |
| 05      | 33  | Max Verstappen   | Red Bull-TAG Heuer   | 204    |
| 06      | 7   | Kimi Räikkönen   | Ferrari              | 186    |
| 07      | 11  | Sergio Pérez     | Force India-Mercedes | 101    |
| 08      | 77  | Valtteri Bottas  | Williams-Mercedes    | 85     |
| 09      | 27  | Nico Hülkenberg  | Force India-Mercedes | 72     |
| 10      | 14  | Fernando Alonso  | McLaren-Honda        | 54     |

### Constructeurs
| Positie | Team                 | Punten |
| ------- | -------------------- | ------ |
| 01      | Mercedes             | 765    |
| 02      | Red Bull-TAG Heuer   | 468    |
| 03      | Ferrari              | 398    |
| 04      | Force India-Mercedes | 173    |
| 05      | Williams-Mercedes    | 138    |
| 06      | McLaren-Honda        | 76     |
| 07      | Toro Rosso-Ferrari   | 63     |
| 08      | Haas-Ferrari         | 29     |
| 09      | Renault              | 8      |
| 10      | Sauber-Ferrari       | 2      |